# Кальвейра, Арнальдо
Арнальдо Кальвейра (исп. Arnaldo Calveyra; 23 февраля 1929, Мансилья, провинция Энтре-Риос — 15 января 2015, Париж) — аргентинский писатель, с 1960 года жил в Париже.

## Биография
Закончил Национальный университет Ла-Платы. Дебютировал стихами в журнале Sur, его первую стихотворную книгу приветствовал Карлос Мастронарди. В 1960 по стипендии приехал в Париж изучать творчество провансальских трубадуров и остался там. Дружил с Хулио Кортасаром, Алехандрой Писарник, Клодом Руа, Гаэтаном Пиконом, в 1971 работал в Великобритании с Питером Бруком. Многие годы публиковался исключительно во Франции, с 1988, после рекомендации Хуана Хельмана, его стихи и прозу стали активно печатать в Аргентине. Аргентинские авторы 2000-х годов проявляют к творчеству Кальвейры большой интерес.
Умер 15 января 2015 года в Париже от сердечного приступа.

## Избранные произведения
- Письма, чтобы в радость/ Cartas para que la alegría, Cooperativa Impresora y Distribuidora, Buenos Aires, 1959 (стихи, во франц. пер. — 1983, переизд. 1997)
- Депутат не в настроении/ El diputado está triste, Editorial Leonardo, Buenos Aires, 1959 (пьеса, пост. в Аргентине в 1966)
- Моктесума/ Moctezuma, Editorial Gallimard, 1969 (пьеса, во франц. пер.)
- Latin American Trip, Editorial Gallimard, 1971 (пьеса, во франц. пер.), на исп. яз. — 1978
- Игуана, игуана/ Iguana, iguana, Editorial Actes Sud, 1985 (стихи, во франц. пер.)
- Дневник дератизатора/ Journal du dératiseur, Editorial Actes Sud, 1987 (стихи, во франц. пер.), на исп. яз — 2002
- Cartas para que la alegría e Iguana, iguana, Editorial Libros de Tierra Firme, Buenos Aires, 1988 (две первые книги стихов, на исп. яз.).
- L'éclipse de la balle, Editorial Papiers-Actes Sud, 1988 (пьеса, во франц. пер.)
- Бары/ Los bares / Les bars, Editorial Les Yeux ouverts, Ginebra, 1988 (стихи, двуязычное изд.).
- Постель Аврелии/ Le lit d’Aurélia, Editorial Actes Sud, 1989 (роман, во франц. пер.), на исп. яз. — 1990, переизд. 1999
- Источник света/ L’origine de la lumière, Editorial Actes Sud, 1992 (новеллы, во франц. пер., переизд. 2003), на исп. яз. — 2004
- Палинур/ Palinure, Editorial Tarabuste, 1992 (стихи, во франц. пер)
- Anthologie personnelle, Editorial Actes Sud, 1994 (избр. стихотворения, во франц. пер.).
- Человек из Люксембурга/ El hombre del Luxemburgo, Editorial Tusquets, Barcelona, 1997 (стихи, во франц. пер. — 1998)
- Если считать Аргентину романом/ Si l’Argentine est un roman, Editorial Actes Sud, 1998 (эссе, во франц. пер.), на исп. яз. — 2000
- Азбука Морзе и другие тексты/ Morse y otros textos, Ediciones Mate, Buenos Aires, 1999 (избр. стихотворения)
- Книга зеркала/ Le livre du miroir, Ed. Actes Sud, 2000 (стихи, во франц. пер.).
- Книга бабочек/ Libro de las mariposas, Alción Editora, Córdoba, Argentina, 2001 (стихи), на исп. и фр. яз. — 2004
- Грегорианский маис/ Maïs en grégorien, Ed. Actes Sud, 2003 (стихи, во франц. пер.), на исп. яз. — 2005
- Трое/ Tres hombres, Editorial Eloísa Cartonera, Buenos Aires, 2005 (стихи)
- Элевсинский дневник/ Diario de Eleusis, Editorial Adriana Hidalgo, Buenos Aires, 2006 (стихи), во франц. пер. — 2008
- Poesía reunida, Editorial Adriana Hidalgo, Buenos Aires, 2008 (полное собрание стихотворений)
- Греческая тетрадь/ El cuaderno griego, Editorial Adriana Hidalgo, Buenos Aires, 2009 (стихи), во франц. пер. — 2010
- Белый конь Моцарта/ El caballo blanco de Mozart, Editorial La Bestia Equilátera, Buenos Aires, 2010 (эссе)
- Teatro reunido, Universidad Nacional de Entre Ríos, Paraná, 2012 (полное собрание пьес)

## Признание
Кавалер (1986), офицер (1992) и командор (1999) французского ордена Искусств и литературы. Получил стипендию Гуггенхайма в 2000 году.